# Conservação de carga
Conservação da carga elétrica é o princípio em física que estipula que a carga elétrica não pode ser criada ou destruída. A quantidade total de carga, i.e., a diferença entre o somatório das cargas positivas e o somatório das cargas negativas no universo, é sempre conservada. Historicamente foi Benjamin Franklin, com base em seus próprios experimentos, quem apresentou a primeira formulação da conservação da carga elétrica, afirmando que processos de eletrização não criam cargas, mas as transferem.
A conservação da carga elétrica implica que a carga total do universo é constante. Isso constitui a chamada conservação global da carga elétrica. Tal lei de conservação não impede que uma carga desapareça e reapareça instantaneamente em lugares diferentes, pois isto não alteraria a quantidade total de carga no universo. Contudo, sabe-se que a carga elétrica conserva-se localmente, uma propriedade expressa matematicamente através de uma equação de continuidade.
Na prática, a conservação da carga elétrica é uma lei que estabelece que a variação da carga em um determinado volume do espaço é exatamente igual à quantidade de carga que flui para dentro deste volume menos a quantidade de carga que flui para fora. Isso pode ser escrito matematicamente como:
{\displaystyle Q(t_{2})\ =\ Q(t_{1})+Q_{\text{dentro}}-Q_{\text{fora}}.}
onde {\displaystyle Q(t)} é a quantidade de carga elétrica em um determinado volume no tempo {\displaystyle t}, {\displaystyle Q_{\text{dentro}}} é a quantidade de carga que entra neste volume entre o tempo {\displaystyle t_{1}} e {\displaystyle t_{2}}, e {\displaystyle Q_{\text{fora}}} é a quantidade de carga que sai no mesmo período.

## História

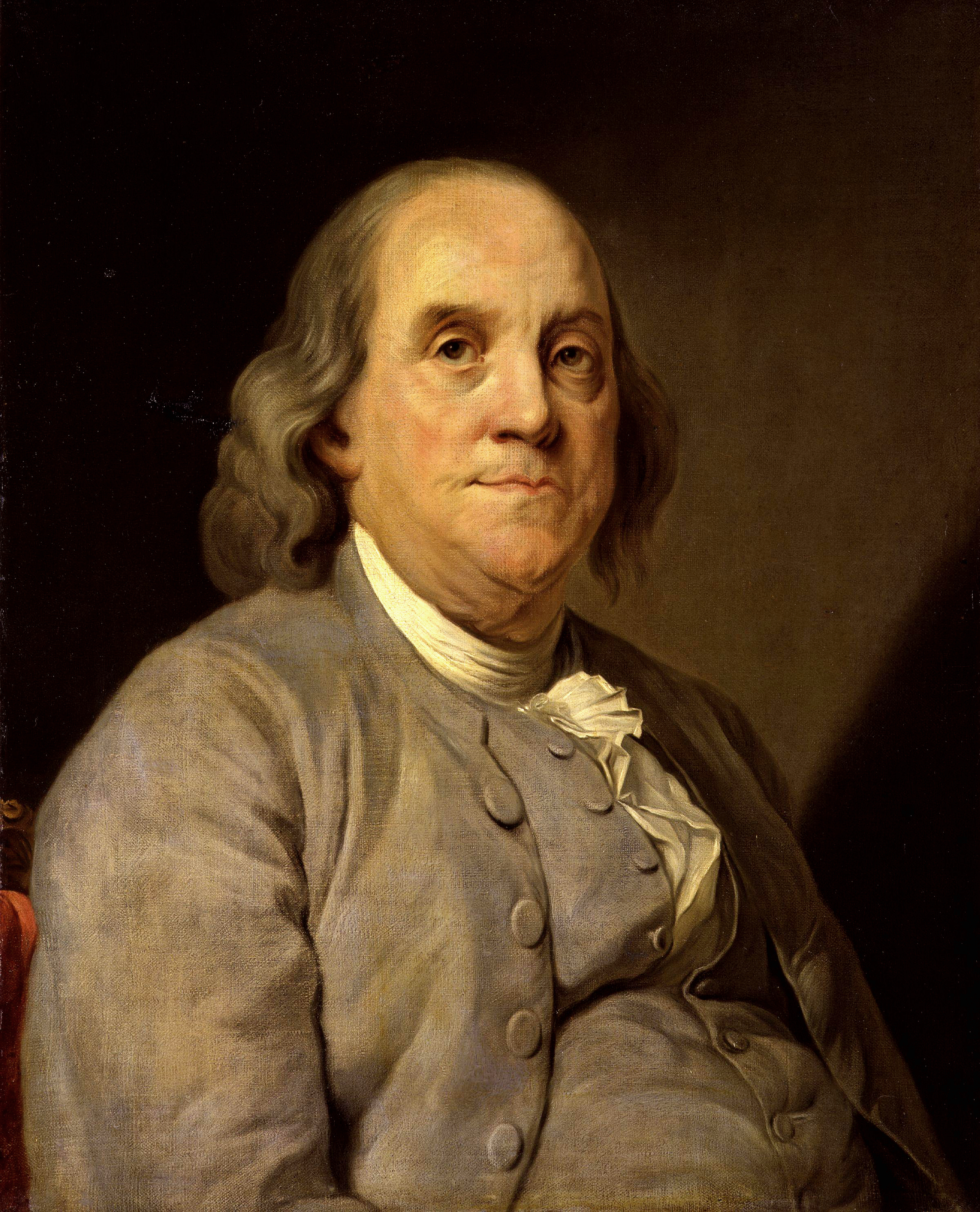
Retrato de Benjamin Franklin pintado por Joseph Duplessis por volta de 1785.

A descoberta da existência de dois tipos de eletricidade, repulsiva e atrativa, foi feita pelo químico francês Du Fay. Ao conduzir experimentos de eletrificação, Du Fay observou que um tubo de vidro eletricamente carregado era capaz de carregar eletricamente uma folha de ouro através do contato entre os dois. Uma vez carregada, uma repulsão era sentida entre a folha de ouro e o vidro. Contudo, quando a folha de ouro era aproximada de uma peça excitada de copal ocorria uma atração. Du Fay deu o nome de vítrea à eletricidade das substâncias transparentes, como o vidro ou cristal, e resinosa à eletricidade das substâncias resinosas, como copal ou âmbar.
Em 11 de julho de 1747, Benjamin Franklin escreveu uma carta a Peter Collinson sobre os experimentos que realizara com um tubo de vidro que Collinson o havia presenteado e a conclusão a qual havia chegado. Franklin observou que se uma pessoa A, posta em cima de cera para evitar a fuga da eletricidade para a terra, esfregasse o tubo e uma segunda pessoa B, também sobre cera, aproximasse suas juntas de A então tanto A quanto B estariam eletrificadas em relação a uma terceira pessoa C, sobre o chão. No entanto, se A e B entrassem em contato, durante ou após A esfregar o tubo de vidro, então eles não estariam eletrificadas em relação a C.
Franklin imaginava a eletricidade como um fluido que está presente em igual quantidade em todos os corpos, mas que poderia ser transferido entre dois ou mais corpos. Assim, Franklin concluiu que eletricidade não é criada nem destruída, o acúmulo desse fluido em um corpo que recebe eletricidade é exatamente igual à deficiência do fluido no corpo que a perde. Esse déficit e acúmulo de fluido da eletricidade foi interpretada como cargas negativas e positivas e correspondem às cargas resinosa e vítrea de Du Fay, respectivamente.

## Formulação Matemática
A formulação matemática da conservação local da carga elétrica relaciona a densidade de carga {\displaystyle \rho } com a densidade de corrente elétrica {\displaystyle \mathbf {J} } na seguinte equação diferencial parcial:
{\displaystyle {\frac {\partial \rho }{\partial t}}+\nabla \cdot \mathbf {J} =0.}
Essa equação diz que toda variação de carga num volume infinitesimal em torno de um ponto qualquer do espaço é devida a correntes elétricas que entram ou saem deste volume infinitesimal.
Para um volume finito, contendo carga {\displaystyle q}, pode-se escrever:
{\displaystyle {\frac {dq}{dt}}=-I}
Essa equação diz que a taxa de variação da carga elétrica dentro de um volume definido pela superfície {\displaystyle S} é oposta à corrente elétrica {\displaystyle I} que flui através dessa superfície.
Ambas as formulações, local e global, são equivalentes.
| Demonstração. |
| --- |
| Seja S uma superfície fechada que engloba um volume V, por convenção S é orientada perpendicularmente para fora. A corrente elétrica total I que flui através de S é: {\displaystyle I=\oint \limits _{S}\mathbf {J} \cdot d\mathbf {S} .} O Teorema da divergência permite que uma integral superficial seja escrita como uma integral volumétrica[4]: {\displaystyle I=\int \limits _{V}\left(\nabla \cdot \mathbf {J} \right)dV.} A conservação da carga diz que a taxa de variação da carga elétrica q em V é igual à corrente elétrica total I que flui através de S, portanto: {\displaystyle {\frac {dq}{dt}}=-\int \limits _{V}\left(\nabla \cdot \mathbf {J} \right)dV} onde o sinal negativo expressa o fato de que um aumento na carga corresponde à entrada de corrente em V e vice-versa. A carga q pode ser escrita em termos da densidade de carga ρ como: {\displaystyle q=\int \limits _{V}\rho dV.} Substituindo q e reunindo ambas as integrais: {\displaystyle \int \limits _{V}\left({\frac {\partial \rho }{\partial t}}+\nabla \cdot \mathbf {J} \right)dV=0.} Porém essa equação é válida para qualquer volume V, logo o integrando deve ser identicamente nulo: {\displaystyle {\frac {\partial \rho }{\partial t}}+\nabla \cdot \mathbf {J} =0.} |

## Conservação da carga elétrica e simetria
A visão moderna de leis de conservação na física envolve a noção de simetria. Dessa forma, sabe-se que a conservação da quantidade de movimento, por exemplo, está associada à invariância das equações de movimento a translações espaciais. Já a conservação do momento angular é obtida a partir da invariância sob rotações. Por sua vez, a conservação da carga elétrica é obtida a partir de um tipo especial de transformações de calibre envolvendo mudanças de fase dos campos quânticos que representam as partículas carregadas.

### Formulação covariante da QED
A densidade lagrangeana da eletrodinâmica quântica, a teoria quântica de campos do eletromagnetismo, é dada por:
{\displaystyle {\mathcal {L}}=c{\bar {\psi }}(i\hbar \gamma ^{\mu }D_{\mu }-mc)\psi -{\frac {1}{4}}F^{\mu \nu }F_{\mu \nu }}
onde:
{\displaystyle c} é a velocidade da luz no vácuo.
{\displaystyle \gamma ^{\mu }} são as matrizes de Dirac;
{\displaystyle \psi } é um espinor de Dirac (uma solução da Equação de Dirac) que representa partículas de spin 1/2, por exemplo, o elétron;
{\displaystyle {\bar {\psi }}} é o adjunto de {\displaystyle \psi }, definido como: {\displaystyle {\bar {\psi }}=\psi ^{\dagger }\gamma ^{0}};
{\displaystyle F^{\mu \nu }} é o tensor do campo eletromagnético, {\displaystyle F^{\mu \nu }=\partial _{\mu }A_{\nu }-\partial _{\nu }A_{\mu }}
{\displaystyle A_{\mu }=\left({\frac {\phi }{c}},\mathbf {A} \right)} é o quadripotencial eletromagnético, onde {\displaystyle \phi } é o potencial elétrico e {\displaystyle \mathbf {A} } é o potencial vetor magnético.
{\displaystyle D_{\mu }=\partial _{\mu }+{\frac {iq}{\hbar c}}A_{\mu }} é a chamada derivada covariante.
Ao aplicar o princípio da mínima ação para
{\displaystyle S=\int {\mathcal {L}}d^{4}\mathbf {x} }
as equações de Euler-Lagrange resultantes são exatamente as equações de Maxwell escritas na forma covariante:
{\displaystyle \partial _{\nu }F^{\mu \nu }={\frac {1}{c}}j^{\mu }}
{\displaystyle \partial ^{\lambda }F^{\mu \nu }+\partial ^{\mu }F^{\nu \lambda }+\partial ^{\nu }F^{\lambda \nu }=0}
onde {\displaystyle j^{\mu }=(c\rho ,\mathbf {J} )} é a densidade da quadricorrente, sendo {\displaystyle \rho } a densidade de carga elétrica e {\displaystyle \mathbf {J} } a densidade de corrente elétrica.

### Invariância de calibre
Na eletrodinâmica quântica uma transformação de calibre do quadripotencial {\displaystyle A_{\mu }}, juntamente com uma transformação de fase dos campos de Dirac deixa a densidade lagrangeana invariante. Essas transformações podem ser escritas como:
{\displaystyle A_{\mu }\rightarrow A'_{\mu }=A_{\mu }+\partial _{\mu }f(x)}
{\displaystyle \psi \rightarrow \psi '=\psi e^{-i{\frac {qf(x)}{\hbar c}}}}
{\displaystyle {\bar {\psi }}\rightarrow {\bar {\psi }}'={\bar {\psi }}e^{i{\frac {qf(x)}{\hbar c}}}}
onde {\displaystyle f(x)} é uma função que depende da posição, logo essas transformações são ditas locais. No caso particular em que {\displaystyle f(x)} é constante as transformações são ditas globais.
| Demonstração. |
| --- |
| Divide-se a densidade numa parte livre {\displaystyle {\mathcal {L}}_{0}} e numa parte de interação {\displaystyle {\mathcal {L}}_{1}}: {\displaystyle {\mathcal {L}}=\underbrace {c{\bar {\psi }}(i\hbar \gamma ^{\mu }\partial _{\mu }-mc)\psi -{\frac {1}{4}}F^{\mu \nu }F_{\mu \nu }} _{{\mathcal {L}}_{0}}+\underbrace {q{\bar {\psi }}\gamma ^{\mu }\psi A_{\mu }} _{{\mathcal {L}}_{1}}={\mathcal {L}}_{0}+{\mathcal {L}}_{1}} Aplicando as transformações de calibre e do campo de Dirac, a parte livre se transforma como: {\displaystyle {\mathcal {L}}'_{0}=c{\bar {\psi }}e^{-i{\frac {qf(x)}{\hbar c}}}(i\hbar \gamma ^{\mu }\partial _{\mu }-mc)\psi e^{i{\frac {qf(x)}{\hbar c}}}-{\frac {1}{4}}\left[\partial ^{\mu }(A^{\nu }+\partial ^{\nu }f(x))-\partial ^{\nu }(A^{\mu }+\partial ^{\mu }f(x))\right]\left[\partial _{\mu }(A_{\nu }+\partial _{\nu }f(x))-\partial _{\nu }(A_{\mu }+\partial _{\mu }f(x))\right]} Aplicando a regra do produto da derivada e a propriedade de comutação de derivadas parciais: {\displaystyle {\mathcal {L}}'_{0}=c{\bar {\psi }}i\hbar \gamma ^{\mu }\partial _{\mu }\psi -c{\bar {\psi }}mc\psi +c{\bar {\psi }}e^{-i{\frac {qf(x)}{\hbar c}}}i\hbar \gamma ^{\mu }\psi \partial _{\mu }e^{i{\frac {qf(x)}{\hbar c}}}-{\frac {1}{4}}F^{\mu \nu }F_{\mu \nu }} Agrupando os dois primeiros termos e efetuando a derivada do terceiro: {\displaystyle {\mathcal {L}}'_{0}=c{\bar {\psi }}(i\hbar \gamma ^{\mu }\partial _{\mu }-mc)\psi -{\frac {1}{4}}F^{\mu \nu }F_{\mu \nu }-q{\bar {\psi }}\gamma ^{\mu }\psi \partial _{\mu }f(x)={\mathcal {L}}_{0}-q{\bar {\psi }}\gamma ^{\mu }\psi \partial _{\mu }f(x)} Enquanto que o o termo de interação fica: {\displaystyle {\mathcal {L}}'_{1}=q{\bar {\psi }}e^{-i{\frac {qf(x)}{\hbar c}}}\gamma ^{\mu }\psi e^{i{\frac {qf(x)}{\hbar c}}}(A_{\mu }+\partial _{\mu }f(x))={\mathcal {L}}_{1}+q{\bar {\psi }}\gamma ^{\mu }\psi \partial _{\mu }f(x)} Portanto: {\displaystyle {\mathcal {L}}'_{0}+{\mathcal {L}}'_{1}={\mathcal {L}}_{0}+{\mathcal {L}}_{1}} |
A invariância da densidade langrangeana da QED sobre essas transformações locais é um caso especial de um resultado mais geral, conhecido como teorema de Noether.

### Teorema de Noether
Em física, o Teorema de Noether estabelece que leis de conservação são consequências de simetrias. Para uma teoria de {\displaystyle N} campos {\displaystyle \phi _{r}(r=1,...,N)} deduzida a partir de uma densidade lagrangeana invariante sob transformações locais de simetria {\displaystyle \phi _{r}(x)\rightarrow \phi _{r}(x)+\delta \phi _{r}(x)}, tem-se que a chamada carga de Noether {\displaystyle F^{0}} é conservada:
{\displaystyle F^{0}=\int f^{0}(\mathbf {x} ,t)d^{3}\mathbf {x} }
onde {\displaystyle f^{0}} é a componente temporal da corrente de Noether:
{\displaystyle f^{\mu }={\frac {\partial {\mathcal {L}}}{\partial \phi _{r,\mu }}}\delta \phi _{r}}.
A conservação da carga elétrica surge então da aplicação do teorema de Noether à densidade lagrangeana da QED. A densidade de corrente de Noether é a densidade da quadricorrente, que pode ser escrita como:
{\displaystyle f^{\mu }=q{\bar {\psi }}\gamma ^{\mu }\psi }
| Demonstração. |
| --- |
| Toma-se agora {\displaystyle f(x)} como infinitesimal: {\displaystyle \psi \rightarrow \psi '=\psi e^{-i{\frac {qf(x)}{\hbar c}}}} de modo que a variação em primeira ordem em {\displaystyle f(x)} do espinor pode ser obtida expandindo a exponencial até primeira ordem: {\displaystyle \psi '=\psi \left(1-i{\frac {q}{\hbar c}}\right)} Logo: {\displaystyle \delta \psi =-i{\frac {q}{\hbar c}}\psi } Enquanto isso, a derivada da densidade lagrangeana em relação à {\displaystyle \partial _{\mu }\psi } é: {\displaystyle {\frac {\partial {\mathcal {L}}}{\partial (\partial _{\mu }\psi )}}=c{\bar {\psi }}i\hbar \gamma ^{\mu }} Portanto a corrente de Noether é: {\displaystyle f^{\mu }=q{\bar {\psi }}\gamma ^{\mu }\psi } e a componente temporal de {\displaystyle f^{\mu }} é: {\displaystyle f^{0}=q\psi ^{\dagger }\psi } A carga de Noether nesse caso é então: {\displaystyle Q=F^{0}=q\int \psi ^{\dagger }\psi d^{3}\mathbf {x} } Para um sistema quântico de {\displaystyle N^{-}} elétrons ({\displaystyle q=-e}) e {\displaystyle N^{+}} pósitrons, pode-se mostrar que o valor de {\displaystyle Q} definido acima é dado por: {\displaystyle Q=e(N^{+}-N^{-})} |